# Бовоа (Па де Кале)
Бовоа (фр. Beauvois) насеље је и општина у североисточној Француској у региону Север-Па д Кале, у департману Па де Кале која припада префектури Арас.
По подацима из 2011. године у општини је живело 142 становника, а густина насељености је износила 52,99 становника/km². Општина се простире на површини од 2,68 km². Налази се на средњој надморској висини од 119 m (максималној 139 m, а минималној 100 m).

## Демографија
| 1962. | 1968. | 1975. | 1982. | 1990. | 1999. | 2006. | 2011. |
| ----- | ----- | ----- | ----- | ----- | ----- | ----- | ----- |
| 110   | 136   | 130   | 126   | 120   | 125   | 136   | 142   |

График промене броја становника у току последњих година